# کورکولیگوسید آ
کورکولیگوسید آ (به انگلیسی: Curculigoside A) با فرمول شیمیایی C22H26O11 یک ترکیب شیمیایی است. که جرم مولی آن ۴۶۶٫۴۳ گرم بر مول می‌باشد. 